# Everingham
Everingham – wieś w Anglii, w hrabstwie East Riding of Yorkshire. Leży 33 km na północny zachód od miasta Hull i 266 km na północ od Londynu.